# Pseudarchaster verrilli
Pseudarchaster verrilli är en sjöstjärneart som beskrevs av Ludwig 1905. Pseudarchaster verrilli ingår i släktet Pseudarchaster och familjen Pseudarchasteridae. Inga underarter finns listade i Catalogue of Life.